# Trinka Trinka
Trinka Trinka è il sesto mini-album della cantante giapponese OLIVIA, pubblicato il 17 settembre 2008, a poco più di un anno dall'ultima pubblicazione. La first pressing della versione CD è pubblicata con un photobook intitolato OLIVIA ART & PHOTO BOOK.

## Tracce[1]
CD
1. Trinka trinka
2. Rain
3. Because
4. Collecting sparkles
5. Miss you
6. Your smile

DVD
1. Rain music clip